# Caralluma furta
Caralluma furta är en oleanderväxtart som beskrevs av Bally. Caralluma furta ingår i släktet Caralluma och familjen oleanderväxter. Inga underarter finns listade i Catalogue of Life.